# 库克斯港县
库克斯港县（Landkreis Cuxhaven）是德国下萨克森州最北的县，首府库克斯港。库克斯港县是下萨克森州和德国面积最大的县之一，但它的人口密度约为每平方千米96人，不及德国平均人口密度的一半。